# Agence estonienne de la santé
L’agence estonienne de la santé (en estonien : Viron terveysvirasto ou Terviseamet, sigle TEA) est un agence gouvernementale en Estonie,,.

## Présentation
L’organisme est une agence gouvernementale dépendant du ministère des Affaires sociales.
L'agence assure la délivrance des licences et la surveillance de la santé.
Il réglemente les qualifications du personnel de santé, les équipements médicaux ; surveille, prévient et distribue des directives concernant les maladies infectieuses ; réglemente les produits cosmétiques, surveille la sécurité chimique et la qualité de l'eau de boisson et de baignade.
L'agence participe également à l'évaluation de la qualité des soins.
L'agence fournit des services de laboratoire payants pour, par exemple, déterminer la qualité de l'eau potable.
L'Agence se compose d'un laboratoire central à Tallinn, d'un laboratoire à Tartu et d'un laboratoire à Kohtla-Järve.
L’agence à aussi des bureaux à Rapla, Paide, Tartu, Põltsamaa, Räpina, Valga, Viljandi, Võru, Pärnu, Kuressaare, Kärdla, Haapsalu, Kohtla-Järve, Rakvere et Narva,.